# Yang Hansheng
Yang Hansheng, noto anche con lo pseudonimo di Huahan (华汉等S, HuáhànP) (阳翰笙S, Yáng HànshēngP; Contea di Gao, 2 novembre 1902 – Pechino, 7 giugno 1993), è stato uno sceneggiatore, drammaturgo e scrittore cinese.

## Biografia
Nato come Ouyang Benyi (欧阳本义S, Ōuyáng BěnyìP), si iscrisse al Partito Comunista Cinese nel 1925 e fu molto attivo nella propaganda rivoluzionaria scrivendo numerosi drammi e sceneggiature in chiave politica, soprattutto durante il periodo della guerra sino-giapponese a partire dal 1933, quale membro della Shanghai Yihua Film Company. Ricoprì inoltre svariati incarichi politici nel partito e nelle associazioni di categoria legate all'ambiente della sinistra rivoluzionaria.
Con la nascita della Repubblica Popolare Cinese, fu segretario generale e vice-presidente della China Federation of Literary and Art Circles (中国文学艺术界联合会S, Zhōngguó wénxué yìshù jiè liánhé huìP), lavorando a stretto contatto con il capo di governo Zhou Enlai nell'ambito delle politiche culturali.
Tra i suoi lavori più significativi si ricordano le sceneggiature per i film Wanjia denghuo (万家灯火S, Wànjiā dēnghuǒP), per la regia di Shen Fu (1948), e Un orfano chiamato San Mao (三毛流浪记S, Sān Máo liúlàng jìP), per la regia di Zhao Ming e Yan Gong (1949).
Nel 1966 subì l'allontanamento forzato a causa della rivoluzione culturale, ritornando a scrivere solamente nel 1977, dopo la morte di Mao Zedong. Negli ultimi anni si dedicò alla scrittura di racconti e libri di memorie. Morì a Pechino nel 1993 all'età di novantuno anni.